# 高璁
高璁（？—？），字潤之，直隸永平府灤州人，民籍，明朝政治人物。進士出身。

## 生平
早年出身國子生，順天府鄉試第五十八名。成化十四年（1478年）戊戌科會試第二百八十名，殿試登進士第三甲第三十名。

## 家族
曾祖父高敬全。祖父高顯。父亲高昺，曾任巡檢。前母王氏、李氏，母段氏。永感下。娶謝氏。